# Liste des dirigeants de Rio de Janeiro

## XVIesiècle- Gouverneurs de Rio de Janeiro
| Période   | Gouverneurs de Rio de Janeiro XVIe siècle |
| 1565-1567 | Estácio de Sá (fondateur de la ville)     |
| 1567-1568 | Mem de Sá (gouverneur-général)            |
| 1569-1572 | Salvador Correia de Sá (1er mandat)       |
| 1573-1575 | Cristovão de Barros                       |
| 1576-1577 | Antônio Salema                            |
| 1577-1599 | Salvador Correia de Sá (2e mandat)        |
| 1599-1602 | Francisco de Mendonça e Vasconcelos       |

## XVIIesiècle- Gouverneurs de Rio de Janeiro
| Période   | Gouverneurs de Rio de Janeiro XVIIe siècle      |
| 1602-1608 | Martim de Sá (1er mandat)                       |
| 1608-1614 | Afonso de Albuquerque                           |
| 1614-1617 | Constantino Menelau                             |
| 1617-1620 | Rui Vaz Pinto                                   |
| 1620-1623 | Francisco Fajardo                               |
| 1623-1632 | Martim de Sá (2e mandat)                        |
| 1633-1637 | Rodrigo de Miranda Henriques                    |
| 1637-1642 | Salvador Correia de Sá e Benevides (1er mandat) |
| 1642-1643 | Duarte Correia Vasqueanes (intérim)             |
| 1643-1644 | Luís Barbalho Bezerra                           |
| 1644-1645 | Francisco de Souto Maior                        |
| 1645-1648 | Duarte Correia Vasqueanes (1er mandat)          |
| 1648      | Salvador Correia de Sá e Benevides (2e mandat)  |
| 1648-1649 | Duarte Correia Vasqueanes (intérim)             |
| 1649-1651 | Salvador de Brito Pereira                       |
| 1651-1652 | Antônio Galvão (intérim)                        |
| 1652-1657 | D. Luís de Almeida Portugal                     |
| 1657-1659 | Tomé Correia de Alvarenga                       |
| 1659-1660 | Salvador Correia de Sá e Benevides (3e mandat)  |
| 1660      | Tomé Correia de Alvarenga                       |
| 1660-1661 | Agostinho Barbalho Bezerra                      |
| 1661-1662 | João Correia de Sá                              |
| 1662-1666 | D. Pedro de Melo                                |
| 1666-1670 | D. Pedro de Mascarenhas                         |
| 1670-1675 | João da Silva e Souza                           |
| 1675-1679 | Matias da Cunha                                 |
| 1679      | D. Manoel Lobo                                  |
| 1679-1681 | João Tavares Roldon (intérim)                   |
| 1681-1682 | Pedro Gomes                                     |
| 1682-1686 | Duarte Teixeira Chaves                          |
| 1686-1689 | João Furtado de Mendonça                        |
| 1689-1690 | D. Francisco Naper de Lencastre (intérim)       |
| 1690-1693 | Luís César de Meneses                           |
| 1693-1694 | Antônio Paes de Sande                           |
| 1694-1695 | André Cuzaco                                    |
| 1695-1697 | Sebastião de Castro Caldas                      |
| 1697      | Martim Correia Vasques (intérim)                |
| 1697-1699 | Francisco de Castro Morais (intérim)            |
| 1699-1702 | Artur de Sá Meneses                             |

## XVIIIesiècle- Gouverneurs de Rio de Janeiro
| Période   | Gouverneurs de Rio de Janeiro XVIIIe siècle                                                                                       |
| 1702-1704 | D. Álvaro de Siqueira e Albuquerque                                                                                               |
| 1704-1705 | D. Francisco de São Jerônimo (évêque) Martim Correia Vasques Gregório de Castro Morais (1er mandat)                               |
| 1705-1709 | D. Fernando Martins Mascarenhas Lencastre                                                                                         |
| 1709      | Antônio de Albuquerque Saldanha de Carvalho (intérim)                                                                             |
| 1709-1710 | Gregório de Castro Morais (intérim - 2e mandat)                                                                                   |
| 1710-1711 | Francisco de Castro Morais (2e mandat)                                                                                            |
| 1711-1713 | Antônio de Albuquerque Saldanha de Carvalho                                                                                       |
| 1713-1716 | Francisco Xavier de Távora |
| 1716-1717 | Manoel de Almeida Castelo Branco (intérim - 1er mandat)                                                                           |
| 1717-1719 | Antônio de Brito Freire de Meneses                                                                                                |
| 1719      | Manoel de Almeida Castelo Branco (intérim - 2e mandat)                                                                            |
| 1719-1725 | Aires de Saldanha e Albuquerque Coutinho Matos e Noronha                                                                          |
| 1725-1732 | Luís Vaía Monteiro, dit "Onça" |
| 1732-1733 | Manuel de Freitas da Fonseca (intérim)                                                                                            |
| 1733-1763 | Gomes Freire de Andrade - Comte de Bobadela                                                                                       |
|           | 1. Junte de gouvernement intérimaire 2. Junte de gouvernement provisoire, formée à la suite de la mort de Gomes Freire de Andrade |

## XVIIIe–XIXesiècles - Vice-rois du Brésil
| Période   | Vice-Rois du Brésil XVIIIe siècle-XIXe siècle                                                       |
|           | |
| 1763-1767 | D. Antônio Álvares da Cunha - Comte da Cunha                                                        |
| 1767-1769 | D. Antônio Rolim de Moura Tavares - Comte Azambuja                                                  |
| 1769-1779 | D. Luís de Almeida Portugal Soares d' Eça Alarcão de Melo e Silva Mascarenhas - Marquis de Lavradio |
| 1779-1790 | D. Luís de Vasconcelos e Souza                                                                      |
| 1790-1801 | D. José Luís de Castro - Comte de Resende                                                           |
| 1801-1806 | D.Fernando José de Portugal                                                                         |
| 1806-1808 | D. Marcos de Noronha e Brito - Comte dos Arcos¹                                                     |

¹ En 1808, lors de la venue de la famille royale à Rio de Janeiro, la ville devient le siège de la monarchie portugaise. En 1815, le Brésil est élevé au statut de Royaume-Uni de Portugal et Algarves.

## XIXesiècle- Indépendance du Brésil

### 1822-1889 - Présidents de la Chambre Municipale de Rio de Janeiro
| Période   | Présidents de la Chambre Municipale de Rio de Janeiro 1822-1889 |
| 1822      | Lúcio Soares Teixeira de Gouveia                                |
| 1824      | Henrique Veloso de Oliveira                                     |
| 1826      | Francisco José Alves Carneiro                                   |
| 1828      | Francisco Gomes de Campos - Baron de Campo Grande²              |
| 1830-1833 | Bento de Oliveira Braga                                         |
| 1833-1837 | Francisco Gomes de Campos - Baron de Campo Grande               |
| 1837-1841 | João Martins Lourenço Viana                                     |
| 1841-1845 | Luís de Meneses Vasconcelos de Drumond                          |
| 1845-1849 | João Silveira de Pilar                                          |
| 1849-1850 | Gabriel Getúlio Monteiro de Mendonça                            |
| 1851-1852 | Cândido Borges Monteiro                                         |
| 1853-1857 | Miguel de Frias e Vasconcelos (Colonel)                         |
| 1857-1861 | João de Oliveira Fausto                                         |
| 1861-1865 | João José da Cunha Teles (Lieutenant-colonel)                   |
| 1865-1868 | João Batista dos Santos - Baron et vicomte de Ibituruna         |
| 1868-1869 | Adolfo Bezerra de Meneses (intérim)                             |
| 1869-1873 | Antônio Ferreira Viana                                          |
| 1873-1877 | Antônio Barroso Pereira (Lieutenant-colonel)                    |
| 1877-1881 | Adolfo Bezerra de Meneses                                       |
| 1881-1884 | José Ferreira Nobre                                             |
| 1884-1887 | João Pedro de Miranda                                           |
| 1887      | João Pereira Lopes (intérim)                                    |
| 1887-1888 | Augusto Nunes de Lima (vice-président en exercice)              |
| 1888-1889 | João Manoel da Silva Veiga (Lieutenant-colonel)                 |
| 1889      | José Ferreira Nobre                                             |

² Le 1er octobre 1828, la Chambre Municipale fut rcréée par la Loi Organique e la Munacipalité. Elle a recommencé à fonctionner le 18 janvier 1830.

### 1889-1892 - Présidents du Conseil Municipal de Rio de Janeiro
| Période   | Présidents du Conseil Municipal de Rio de Janeiro 7 décembre 1889 au 20 septembre 1892³ |
| 1889-1890 | Francisco Antônio Pessoa de Barros                                                      |
| 1890      | Ubaldino do Amaral Fontoura                                                             |
| 1890-1891 | José Félix da Cunha Meneses                                                             |
| 1891      | Carneiro de Fontoura                                                                    |
| 1891-1892 | Nicolau Joaquim Moreira                                                                 |

³ Le Conseil Municipal a été créé par le Gouvernement Républicain Provisoire, après la disparition de la Chambre Municipale, par le Décret nº 50 A, du 7 décembre 1889. 

## XIXe–XXesiècles

### 1892-1960 - Maires du District Fédéral
| Période   | Maires du District Fédéral 1892-1960                                      |
| 1892      | Alfredo Augusto Vieira Barcelos (intérim)                                 |
| 1892-1893 | Cândido Barata Ribeiro                                                    |
| 1893      | Antônio Dias Ferreira (intérim)                                           |
| 1893-1894 | Henrique Valadares                                                        |
| 1895-1897 | Francisco Furquim Werneck de Almeida                                      |
| 1897-1898 | Ubaldino do Amaral Fontoura                                               |
| 1898-1899 | Luís Van Erven (intérim)                                                  |
| 1899-1900 | José Cesário de Faria Alvim                                               |
| 1900      | Honório Gurgel do Amaral (intérim)                                        |
| 1900      | Antônio Coelho Rodrigues                                                  |
| 1900-1901 | João Felipe Pereira                                                       |
| 1901-1902 | Joaquim Xavier da Silveira Júnior                                         |
| 1902      | Carlos Leite Ribeiro (intérim)                                            |
| 1902-1906 | Francisco Pereira Passos                                                  |
| 1906-1909 | Francisco Marcelino de Souza Aguiar                                       |
| 1909-1910 | Inocêncio Serzedelo Correia                                               |
| 1910-1914 | Bento Manuel Ribeiro Carneiro Monteiro                                    |
| 1914-1916 | Rivadávia da Cunha Correia                                                |
| 1916-1917 | Antônio Augusto de Azevedo Sodré                                          |
| 1917-1918 | Amaro Cavalcanti                                                          |
| 1918-1919 | Manuel Cícero Peregrino da Silva (intérim)                                |
| 1919      | André Gustavo Paulo de Frontin                                            |
| 1919-1920 | Milcíades Mario de Sá Freire                                              |
| 1920-1922 | Carlos César de Oliveira Sampaio                                          |
| 1922-1926 | Alaor Prata Leme Soares                                                   |
| 1926-1930 | Antônio Prado Júnior                                                      |
| 1930-1931 | Adolfo Bergamini (médiateur)                                              |
| 1931      | Julião Esteves (intérim)                                                  |
| 1931-1935 | Pedro Ernesto Batista (médiateur)                                         |
| 1935      | Augusto Amaral Peixoto                                                    |
| 1935-1936 | Pedro Ernesto Batista (Maire élu indirectement par la Chambre Municipale) |
| 1936-1937 | Olímpio de Melo (chânoine - médiateur intériamaire)                       |
| 1937-1945 | Henrique de Toledo Dodsworth (médiateur)                                  |
| 1945-1946 | José Filadelfo de Barros Azevedo                                          |
| 1946-1947 | Hildebrando de Araújo Góis                                                |
| 1947-1951 | Ângelo Mendes de Morais                                                   |
| 1951-1952 | João Carlos Vital                                                         |
| 1952-1954 | Dulcídio do Espírito Santo Cardoso                                        |
| 1954-1955 | Alim Pedro                                                                |
| 1955      | Eitel Pinheiro de Oliveira Lima (intérim)                                 |
| 1955-1956 | Francisco de Sá Lessa                                                     |
| 1956-1958 | Francisco Negrão de Lima                                                  |
| 1958-1960 | Joaquim José de Sá Freire Alvim                                           |

### 1960-1975 - Gouverneurs de l'État de Guanabara
| Période   | Gouverneurs de l'État de Guanabara 1960-1975 |
| 1960      | José de Sette Câmara (intérim)               |
| 1960-1965 | Carlos Frederico Werneck de Lacerda (élu)    |
| 1965-1971 | Francisco Negrão de Lima                     |
| 1971-1975 | Antônio de Pádua Chagas Freitas              |

### Après 1975 - Maires de la Municipalité de Rio de Janeiro
| Période     | Maires de la Municipalité de Rio de Janeiro (à partir de 1975) |
| 1975-1979   | Marcos Tito Tamoio da Silva                                    |
| 1979-1980   | Israel Kablin                                                  |
| 1980-1983   | Júlio de Morais Coutinho                                       |
| 1983        | Jamil Haddad                                                   |
| 1983-1985   | Marcello Nunes de Alencar (1er mandat)                         |
| 1986-1988   | Roberto Saturnino Braga (1er Maire élu par élection directe)   |
| 1989-1992   | Marcello Nunes de Alencar (2e mandat)                          |
| 1993-1996   | Cesar Epitácio Maia (1er mandat)                               |
| 1997-2000   | Luiz Paulo Fernandez Conde                                     |
| 2001-2004   | Cesar Epitácio Maia (2e mandat)                                |
| 2005-2008   | Cesar Epitácio Maia (3e mandat)                                |
| 2009-2016   | Eduardo Paes                                                   |
| Depuis 2017 | Marcelo Crivella                                               |